# Кучестан
Кучестан (перс. قوچستان) — село в Ірані, у дегестані Ґолегзан, у Центральному бахші, шагрестані Хомейн остану Марказі. За даними перепису 2006 року, його населення становило 0 осіб.

## Клімат
Середня річна температура становить 13,84 °C, середня максимальна – 32,07 °C, а середня мінімальна – -8,64 °C. Середня річна кількість опадів – 184 мм.
| Клімат поселення                              | Клімат поселення | Клімат поселення | Клімат поселення | Клімат поселення | Клімат поселення | Клімат поселення | Клімат поселення | Клімат поселення | Клімат поселення | Клімат поселення | Клімат поселення | Клімат поселення | Клімат поселення |
| Показник                                      | Січ.             | Лют.             | Бер.             | Квіт.            | Трав.            | Черв.            | Лип.             | Серп.            | Вер.             | Жовт.            | Лист.            | Груд.            |                  |
| Середній максимум, °C                         | 9,68             | 11,82            | 16,96            | 22,83            | 27,19            | 30,96            | 32,07            | 31,39            | 27,68            | 21,72            | 15,60            | 9,37             |                  |
| Середня температура, °C                       | 0,50             | 2,66             | 7,80             | 13,68            | 18,03            | 21,79            | 26,04            | 25,37            | 21,65            | 15,70            | 9,57             | 3,35             |                  |
| Середній мінімум, °C                          | −8,64            | −6,51            | −1,38            | 4,50             | 8,86             | 12,63            | 20,03            | 19,34            | 15,64            | 9,68             | 3,55             | −2,68            |                  |
| Норма опадів, мм                              | 33               | 30               | 34               | 22               | 13               | 1                | 2                | 1                | 0                | 6                | 17               | 25               |                  |
| Середньомісячна швидкість вітру, м/с          | 1.34             | 2.06             | 2.47             | 2.88             | 2.72             | 2.50             | 2.69             | 2.34             | 2.14             | 1.97             | 1.55             | 1.51             |                  |
| Середньомісячна сонячна радіація, кДж/м²·день | 9909             | 13242            | 15743            | 18932            | 22846            | 26725            | 25900            | 24495            | 21490            | 16193            | 11675            | 9627             |                  |
| --------------------------------------------- | ---------------- | ---------------- | ---------------- | ---------------- | ---------------- | ---------------- | ---------------- | ---------------- | ---------------- | ---------------- | ---------------- | ---------------- | ---------------- |
| Джерело:                                      |                  |                  |                  |                  |                  |                  |                  |                  |                  |                  |                  |                  |                  |